# Jeff Beck's Guitar Shop
| 전문가 평가 | 전문가 평가 |
| 평가 점수   | 평가 점수   |
| 출처        | 점수        |
| ----------- | ----------- |
| AllMusic    | [ 1 ]       |

《Jeff Beck's Guitar Shop》은 1989년 10월에 발매된 영국의 기타리스트 제프 벡의 다섯 번째 스튜디오 음반이다. 이 음반은 미국 빌보드 200에서 49위에 올랐고 1990년 그래미 어워드에서 최우수 록 인스트루멘탈 퍼포먼스상을 《Flash》(1985년)에 이어 벡의 두 번째로 받은 음반이다.
〈Stand on It〉은 싱글로 발매되었고 《빌보드》 메인스트림 록 차트에서 35위에 올랐고, 〈Sling Shot〉은 1990년 공포 코미디 영화 《그렘린 2》에 피처링되었고, 몇몇 다른 곡들은 1990년 영국 코미디 시리즈 《코믹 스트립》의 《사우스 애틀랜틱 레이더스》 에피소드의 사운드 트랙의 일부로 사용되었다.
이전의 재즈 퓨전 스타일에서 더 나아가서, 벡은 《Jeff Beck's Guitar Shop》에서 좀 더 직접적인 인스트루멘탈 록 접근법을 채택하여 드러머 테리 보지오가 기발한 음성 보컬을 제공하는 두 곡(〈Guitar Shop〉과 〈Day in the House〉)을 저장한다.

## 곡 목록
모든 곡들은 특별한 언급이 없는 한 제프 벡, 테리 보지오 그리고 토니 하이마스에 의해 작곡하였다.
| #  | 제목                 | 작곡         | 재생 시간 |
| -- | -------------------- | ------------ | --------- |
| 1. | 〈Guitar Shop〉      |              | 5:03      |
| 2. | 〈Savoy〉            |              | 3:52      |
| 3. | 〈Behind the Veil〉  | 하이마스     | 4:55      |
| 4. | 〈Big Block〉        |              | 4:09      |
| 5. | 〈Where Were You〉   |              | 3:17      |
| 6. | 〈Stand on It〉      | 벡, 하이마스 | 4:59      |
| 7. | 〈Day in the House〉 |              | 5:04      |
| 8. | 〈Two Rivers〉       |              | 5:25      |
| 9. | 〈Sling Shot〉       | 벡, 하이마스 | 3:07      |

## 인증
| 국가                       | 인증 | 판매량/출하량 |
| -------------------------- | ---- | ------------- |
| 일본 (RIAJ)                | 골드 | 100,000^      |
| ^출하량을 기반으로 한 인증 |      |               |